# 川口幹夫
川口 幹夫（かわぐち みきお、1926年〈大正15年〉9月25日 - 2014年〈平成26年〉11月5日）は、日本のテレビプロデューサー、テレビディレクター。日本放送協会（NHK）の第16代会長。
東京で出生、鹿児島県川辺郡川辺町（現・南九州市）育ち（関東在住の南薩出身者で構成される興南会会長も歴任）。

## 来歴・人物
生後間もなく父が死去したため、1929年に母と別れて鹿児島県川辺郡川辺町に移住し祖母らに育てられる。
旧制県立四中（現・県立川辺高校）、旧制七高を経て、東京大学文学部卒業後、1950年NHKに入局。俳優天本英世は旧制七高・東大の同窓生。
初任地は福岡放送局。その後、演芸畑を歩む。入局直後の1951年に放送された『第1回NHK紅白歌合戦』をラジオで聞いた川口は、『NHK紅白歌合戦』が将来大きくなることを予想したという（この時、紅白が長寿番組化することを予想していたスタッフはいなかった）。紅白を国民的番組に育て上げ、多くの音楽番組の演出・制作で活躍した。
1970年には制作局ドラマ部担当部長に就き、『土曜ドラマ』（1975年～）や『ドラマ人間模様』（1977年～1988年）の枠を作った。『土曜ドラマ』では最初に「松本清張シリーズ」、「平岩弓枝シリーズ」、「懐かしの名作シリーズ」が編成され、その後に山田太一シリーズ『男たちの旅路』（1976年～1982年）以下の脚本家シリーズが組み込まれた。『ドラマ人間模様』では、早坂暁の『冬の桃』、『夢千代日記』シリーズ、『花へんろ』シリーズ。向田邦子の『あ・うん』シリーズ。山田太一の『夕暮れて』、『シャツの店』など、その脚本家を語る上で欠かせない作品が生まれていった。
1983年から1991年にかけて、日本映画テレビプロデューサー協会第2代会長を務め、理事（1980年）、放送総局長（1982年）、専務理事（1983年）と昇進する。しかし、自民党宏池会と深いつながりを持つ政治記者上がりの島桂次と会長の座を争って敗れ、1986年、NHK交響楽団理事長に転じた。

### NHK会長
1991年、島の失脚後、NHK会長に就任する。就任時には「番組制作は農業である」と発言し、長期的視野にたった番組作りを訴え、あらゆるタブーへの挑戦を説いた。加えて島の商業化路線を否定し、ハイビジョン実用化試験放送、テレビの国際放送を開始。また『ラジオ深夜便』等の24時間放送やFM文字多重放送を推進した。一方で、FMローカル放送のブロック化を推進するといった地方局の合理化を進めたり、中波放送のステレオ化には消極的といった姿勢も見せたりした。
NHKスペシャル『奥ヒマラヤ禁断の王国・ムスタン』のやらせが発覚した際には放送総局長・曾我健を委員長とする調査委員会を設け、徹底的に番組の問題点を洗い出し、調査報告にまとめ公表した。また、この問題でNHK経営委員会に進退伺いを提出したが、辞任する必要なしとの回答を得た。
川口自身は競馬ファンでもあり、『NHK競馬中継』の放送レース拡大を提案しそれを実行に移した実績もある。
1994年から札幌こどもミュージカル育成会（2015年7月31日解散）で脚本・演出を担当する他、副会長も歴任した。

### 会長退任後
1997年、会長を退任後、NHK名誉顧問となる。またNHK、民放、制作会社と放送業界の有志者で結成した放送人の会初代会長に就任した。
1999年、生母が再婚相手との間にもうけた異父妹からの誘いがあり、神奈川県藤沢市に移住し異父妹夫婦と共に生活する。
2014年11月5日、胃がんのため88歳で没した。

## 親族
目加田さくを著『花萬葉』の撮影者で知られる写真家の川口小夜子（1929年 - 1994年）は妻。童謡歌手の川口京子は長女。

## エピソード
橋田壽賀子は『おしん』の企画を民放各社に持ち込んだがバブル景気に湧く時代だったこともあり「苦労話や貧乏ものは当たらない」といった理由で全て断られ、NHKに持ち込んだところ当時放送総局長だった川口は明治から昭和を生き抜いた女性の苦労話のおしんを二つ返事で承諾した。橋田は2年前のNHK大河ドラマ、『おんな太閤記』で最高視聴率36.8%を記録するなどNHKにとっては売れっ子脚本家という認識であったが企画としては川口以外が全員反対した。だが川口は「視聴率を気にせず書いてください」と橋田に伝えこの企画を通した。おしんはその後、最高視聴率62.9%を叩き出し、朝の連続ドラマは勿論、日本の全てのドラマが持つ視聴率記録を全て塗り替え（現在でもこの記録は破られていない）戦後最大のヒット作となったほか、世界68ヶ国や地域で放送されるという、世界を代表する作品となった。

## 制作番組
- 夢で逢いましょう（1961年 - 1966年）
- 歌のグランド・ショー
- 若さとリズム（1965年 - 1966年）制作統括
- おはよう、ぼくの海（1969年）エグゼクティヴ・プロデューサー
- マザー（1970年）エグゼクティヴ・プロデューサー - ノンクレジット。
- さすらい（1971年）エグゼクティヴ・プロデューサー - ノンクレジット。

## 制作舞台
札幌こどもミュージカル
- ポロリンタン物語（1989年）脚本
- オラバ（1992年）脚本
- ポンタとキタキツネ（1995年）脚本
- むかし地球のどこかで（1998年）脚本
- ニンゲン・コレ・ミナ・オナジ〜ゼノさんとこどもたち〜（2000年）脚本
- 家出した犬の話（2003年）脚本

ヴォーカル
- OH! MY GOD（2002年）監修[20]

## ビブリオグラフィ

### 著書
- 『主役・脇役・湧かせ役 テレビ「志」の時代』講談社、1987年4月。ISBN 978-4062032964。
- 『会長は快調です!』東京新聞出版局、1999年6月。ISBN 978-4808306830。
- 『小夜子へ 妻が遺した花がたみ!』ホーム社、1999年10月。ISBN 978-4834250350。
- 『冷や汗、感動50年 私のテレビ交遊録』日本放送出版協会、2004年11月。ISBN 978-4140054697。

### 共著
- 川口幹夫（作詞）細川眞理子（作曲）『ポンタとキタキツネ 子どものためのミュージカル （合唱のための舞台作品）』音楽の友社、1998年12月。ISBN 978-4276560376。

### 関連書籍
- 『時代の証言者 14 放送文化 川口幹夫』読売新聞東京本社〈読売ぶっくれっと no.55〉、2006年6月。ISBN 978-4643060096。

後述の読売新聞にて掲載のインタビュー内容を加筆・修正し刊行。

### 雑誌記事
インタビュー
- 読売新聞（2005年11月28日 - 12月27日、読売新聞社）時代の証言者「放送文化・川口幹夫」編

## 作詞
- 碧瑠璃の空に（1946年）
- 東京工科大学 学生歌[21]